# J. C. Nichols

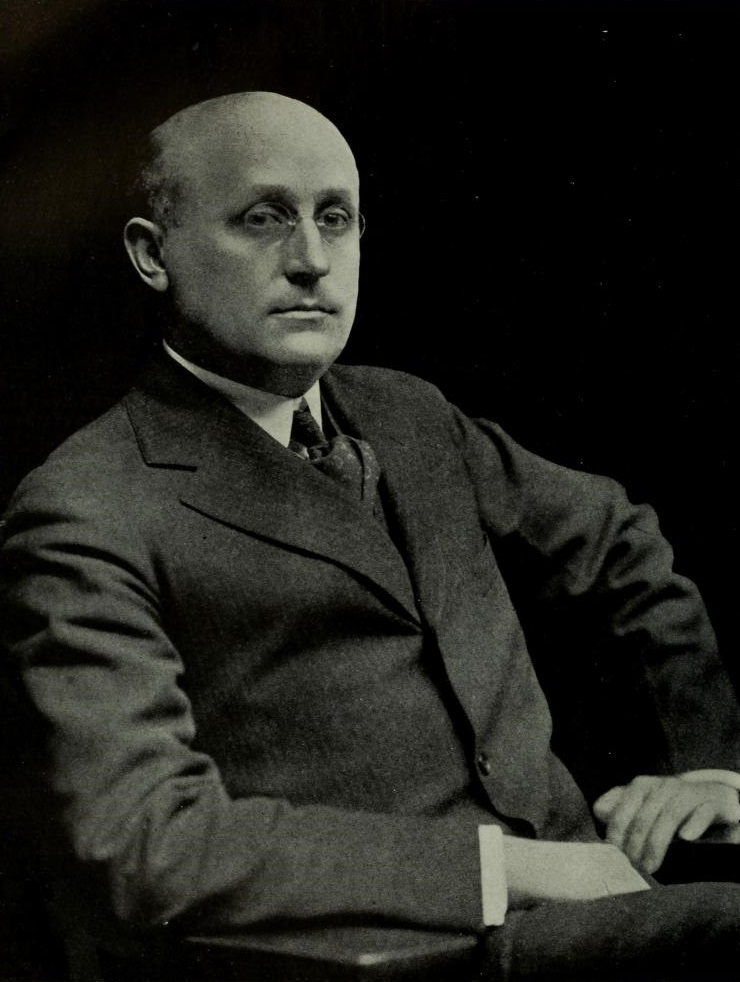
J. C. Nichols.

Jesse Clyde «J. C.» Nichols (23 de agosto de 1880-16 de febrero de 1950) fue un desarrollador estadounidense de bienes raíces comerciales y residenciales en Kansas City, Misuri. Nacido en Olathe, Kansas, y estudiante de la Universidad de Kansas y la Universidad de Harvard, sus desarrollos más notables son el Distrito Country Club y el Country Club Plaza en Kansas City, que influyeron en los desarrollos suburbanos en otras partes de los Estados Unidos. Cumplió funciones de liderazgo en bienes raíces y organizaciones locales y nacionales. A través de estas organizaciones, sus ideas sobre bienes raíces y planificación ayudaron a dar forma a métodos para convenios restrictivos y zonificación.
Su casa sigue existiendo en Ward Parkway en Kansas City.

## Comienzos
Jesse Clyde Nichols nació en 1880, hijo de granjeros que vivían cerca de Olathe, Kansas. Trabajó en varios trabajos mientras asistía a la escuela secundaria y trabajó durante un año después de graduarse vendiendo carne al por mayor.  Mientras se matriculó en la Universidad de Kansas, dirigió el equipo de fútbol de la universidad, fue reportero para un periódico y se desempeñó como presidente de la clase. Al graduarse como el mejor de su clase con una licenciatura en artes en 1902, aceptó una beca de un año en la Universidad de Harvard y obtuvo una segunda licenciatura en artes en 1903. Nichols regresó a Kansas City y se unió a algunos amigos de la universidad para establecer Reed, Nichols & Company, una promotora inmobiliaria. En 1905, se casó con Jessie Miller, una mujer de Olathe, Kansas.

## Desarrollo de subdivisiones
Nichols llamó a su método para establecer subdivisiones residenciales "planificación para la permanencia", ya que su objetivo era "desarrollar vecindarios residenciales enteros que atrajeran a un elemento de personas que desearan una mejor forma de vida, un lugar más agradable para vivir y estar dispuestos a trabajar para mantenerlo mejor ". Su filosofía sobre la planificación de subdivisiones influyó en gran medida en otros desarrollos en los Estados Unidos, incluidos Beverly Hills y el vecindario Westwood de Los Ángeles, así como Highland Park, Texas y el vecindario River Oaks en Houston, Texas.
Nichols abogó por la preservación de los árboles y los contornos naturales, mientras proscribía las redes de calles con forma de parrilla. Su Distrito Country Club en Kansas City impuso muchas restricciones al uso de la propiedad dentro de la subdivisión, lo que Nichols creía que hacía que los lotes fueran más valiosos para los posibles propietarios. Sus anuncios promovieron la permanencia. Se requería que todos los propietarios pertenecieran a la asociación de propietarios del Distrito Country Club, que controlaba cómo de bien los propietarios mantenían sus céspedes, pero también brindaba servicios como recolección de basura y limpieza de calles. Se exigió a los constructores que observaran grandes tamaños mínimos de lote y grandes retranqueos desde la calle. Nichols también impuso convenios basados en la raza en todas las propiedades en el Distrito Country Club.
El Distrito Country Club, la comunidad planificada de Nichols en Kansas City, Misuri, fue la inspiración de River Oaks en Houston, Texas. Will Hogg, su hermano Mike y Hugh Potter visitaron el área y buscaron el consejo de Nichols mientras planeaban River Oaks. Nichols tenía una breve lista de lo que él consideraba comunidades ejemplares, e instó a Potter a visitarlos. Estos incluyen Forest Hill Gardens en Queens, Nueva York; Palos Verdes Estates en el Condado de Los Ángeles; el Roland Park en Baltimore, Maryland; y Shaker Heights, Ohio. Potter finalmente fue nombrado presidente de River Oaks Corporation, y continuó buscando el consejo de Nichols durante su mandato.

## Innovaciones y posiciones de liderazgo
Nichols inventó el porcentaje de arrendamiento, donde los alquileres se basaban en los ingresos brutos de los inquilinos. El porcentaje de arrendamiento es ahora una práctica estándar en el arrendamiento comercial en los Estados Unidos. Los modernos centros comerciales al aire libre, ahora comunes en los Estados Unidos, comparten un antepasado común en el Country Club Plaza, que se inauguró en Kansas City en 1923. El Premio J. C. Nichols para Visionarios en Desarrollo Urbano del Instituto del Terreno Urbana (Urban Land Institute) es llamado así en su honor.
Nichols fue prominente en la vida cívica de Kansas City, participando en la creación del Memorial de la Libertad (Liberty Memorial), el Museo de Arte Nelson-Atkins, el MRIGlobal, así como en el desarrollo de la Universidad de Kansas City, ahora Universidad de Misuri-Kansas City.
Nichols ocupó cargos de liderazgo en organizaciones inmobiliarias y de planificación locales y nacionales. Fue miembro del Comité General de la Conferencia Nacional de Planificación Urbana. Dirigió la Junta de Bienes Raíces de Kansas City y la Conferencia Nacional de Subdivisores. Fue fundador del Instituto del Terreno Urbano (Urban Land Institute) y presidió su Consejo de Constructores de la Comunidad. Presidió la División de Constructores de Viviendas y Subdivisiones de la Asociación Nacional de Juntas de Bienes Raíces (National Association of Real Estate Boards, NAREB), presidió la Junta de Servicio de Guerra de NAREB y fue director de la NAREB.